# 出瀬潔
出瀬 潔（しゅっせ きよし）は、漫画『3年奇面組』、『ハイスクール!奇面組』の登場人物。（声：二又一成）

## 概要

### プロフィール
昭和39年生まれ。身長は50～170cm。血液型はA型。奇面組のメンバーで、立ち位置は右から2番目。学籍番号は2年の時点で17番。

### 性格
一人称は「俺」。通称「むき歯の潔」。尖った頭と細い目が特徴的で、奇面組の中で最も表情の変化が分かりにくい（まゆ毛と顔色でしか判断できない）が、驚いた時には普通の目になることもある。あだ名の由来にもなった歯は出っ歯である。髪形が山字に逆立っている。他のメンバー同様に中・高校時代の学業成績は下位で、零や豪たちと行動を共にしたこともあって、中学校を3回落第しているため、高1時は19歳。ただし、高校時代は相変わらずほとんど落第同然な平均成績のメンバー中で、潔だけ主要科目において辛うじて欠点スレスレの最低ラインをクリアできてもいた。また、保健体育（特に女の子の体の仕組みについて）は優秀。奇面組のブレーン的存在で、作者の新沢基栄は「奇面組のメンバーで一番ブサイクだが、一番、常識をわきまえている」とも語っている。
スケベで女に弱いが、スケベなことを誇りにしており、スケベな人物が出てくる昔話を妹に読み聞かせたり、メンバーにスケベ講座を開いたりしている（そこでは卑猥にならないよう力説したりもしている）。特技はスカートめくり。妹のスクール水着を盗んだこともあるが、友達である河川唯や宇留千絵には手を出さない。ただし、アニメでは女子の身体検査の時に校医に変装したことが語られていたり、余興で千絵のスカートをめくったこともある。
「フラッシュ！奇面組」第3巻では、のぞきだけじゃなく、ストーカー、セクハラを起こした。
「帰ってきたハイスクール！奇面組」では、質代から「近所の田中さんにストーカーに間違えられたり」言われた。
惚れっぽく、好きになった女性には尽くすタイプだが、肝心の相手に嫌われているため、ほとんどが告白即失恋に終わる。ラブレターの返事は全て罵倒であった。意外に真面目な一面もうかがえる分だけ、余計にその惨めさが際立つ。私服シーンで「何着せても似合わんやっちゃ」と欄外に書かれている。ただし、成人式用のスーツを一式持っているなど身だしなみには気を遣っている。
部屋にはエッチなビデオやポスターがたくさんあり、もう一つの趣味である盆栽が飾ってある。また、家が銭湯であることを利用して覗きをしている。女湯を見ることが出来る銭湯の番台に上がることを目標にしているが、親も性格を熟知しているのでなかなか許可が下りない（父・千田郎曰く「番台に座るのはお前のスケベ心が消えてから」）。好きな女性のタイプは作者と同じで、相本久美子、大竹しのぶ、榊原郁恵、浅田美代子。新鱈墓栄原作の『ハイスケール！御面組』の主題歌を歌っている「うしろまわし蹴りさくれつ組」の母体である「おきゃん子クラブ」のファンクラブに入っている。
メンバーの中では大間仁とは特に気が合い、よくつるんでいる模様。朝なかなか起きない彼を学校に連れて行くのが日課となっている。しかし、奇面組結成前までは、全く馬が合わず、嫌っていた。
奇面組のニューリーダー選抜の際には、他の4人とともに女子のスカート捲りを行い、零からも「スリルとサスペンスがあって楽しい」と称賛され、リーダーに選ばれたが、女子の抗議を受け、辞退させられた。
名前の由来は「出席よし」。読切時は「潔」という名前のみが決定していた。『3年奇面組』では遅刻が多い奇面組メンバーの中では唯一、遅刻が少ないと設定されていたが、アニメでは後に、一応高の（一先高時代からの）連続遅刻ワースト記録52日に、奇面組5人揃って並んでしまっている。
高校卒業後は銭湯の手伝いをしながら夜学に通う。5年後を描いた最終回では髪形をリーゼントにしている。念願の番台を任されているが、新沢曰く「未だ煩悩全開である」という。
新沢は「奇面組の中では一番動くキャラ」とも語っている。対決シリーズでは初戦で敗北することが多いが、主戦力というよりも仲間に作戦を授けたり、解説に回ったりするなど、上記の奇面組のブレーン的存在としての能力も発揮している。
キャラクター人気投票では、1回目は男性キャラクター17位、2回目は総合で21位以下（表記なし）。

## 番外編での潔
- 「刑事編」では島津署特犯課の刑事として登場。刑事稼業の傍ら夜間大学に通っている。通称「ガクラン」（勤務中もガクランを着用しているため）。大学では空手部に所属していて「ドラゴン」と呼ばれているが、空手で犯人を倒そうとするも全く通用しなかった。

- 「ウルトラ編」では宇宙科学防衛警備一応秘密武装怪奇とにかく怪獣やっつけ隊（通称「やっつけ隊」）の隊員として登場。戦闘機「カープ１号」のパイロット。怪獣に名前をつけるのが得意と設定されている。

- 『からだのひみつ』掲載の学習漫画『モテる・モテないのひみつ』では、潔をベースにリーゼントヘアの、狩野所　求（かのじょ　もとめ）として登場した。

## 家族と実家
いずれも『ハイスクール!』より登場。千田郎は「銭湯配置につけ! 女湯編の巻」、質代と清は「正義のスケベ 出瀬潔の巻」より登場。
出瀬千田郎（しゅっせ せんだろう）
声 - はせさん治
銭湯「がんばりまっし湯」の主。番台も務める。潔同様の顔と性格をしているが、仕事においてはとても真面目。本人曰く「健康だけが取り得」。
出瀬質代（しゅっせ しちよ）
声 - 佐久間なつみ
潔、清の母。ふくよかな体格で、肝っ玉母さん風。夫の千田郎とはお見合い結婚。
出瀬清（しゅっせ きよい）
声 - 鈴木富子
1971年生まれ 身長:145cm 体重:40kg 血液型:O型
潔の妹。当初は兄のスケベを勘違いし、誇りに思っていたが、それを作文にしてクラスで発表して嘲笑されたのがきっかけとなり、潔癖な性格となる。零の妹の霧、唯の弟の一平とは同級生で仲が良い。特に霧とは変態の兄（零・潔）を持つ者同士として、互いの苦労を理解しあう間柄。

### がんばりまっし湯
潔の父・出瀬千田郎が経営している銭湯。潔の代で3代目。内装は普通の銭湯だが、覗き防止のために男湯と女湯を往来するための通用口にギロチンの罠を仕掛けてあったり、敷居の上に高圧電流を流していたり、マナーの悪い客を追い払うために鮫のジョージを飼っている（千田郎によると、紳士なので生肉を食べることはないとのこと）など、防衛設備が満載されている（全て千田郎の手作りらしい）。一度、奇面組が訪れた際は、改装のために男湯が狭くなっていた。潔の提案で一分以内に上がれば無料というルールが採用されたが、誰も成功しなかった。開業以来、定休日以外は休んだことはない。